# Олександрівське (селище)
Олекса́ндрівське — селище Вуглегірської міської громади Горлівського району Донецької області, Україна. Розташоване за 62 км від Донецька.

## Історія
Селище Олександрівське почало своє існування в середині XX століття. В 1938 році  на території нинішнього селища були виявлені поклади кам'яного вугілля і почалося будівництво шахти, яка належала хацапетівському шахтоуправлінню.
14 серпня 2014 року в ході війни на Донбасі селище було звільнене українськими військами від проросійських терористів.
До 11 грудня 2014 року входило до складу Єнакієвської міської ради.

## Населення

### Мова
Розподіл населення за рідною мовою за даними перепису 2001 року:
| Мова            | Кількість | Відсоток |
| --------------- | --------- | -------- |
| російська       | 1739      | 86.82%   |
| українська      | 246       | 12.28%   |
| білоруська      | 10        | 0.50%    |
| румунська       | 2         | 0.10%    |
| інші/не вказали | 6         | 0.30%    |
| Усього          | 2003      | 100%     |

За даними перепису 2001 року населення селища становило 2003 особи, із них 12,28% зазначили рідною мову українську, 86,82% — російську, 0,50% — білоруську, 0,10% — молдовську

## Відомі особистості
В поселенні народилась:
- Іщенко Марина Михайлівна (* 1980) — український публіцистка.